# تفجير أوماه

سيارة الفوكسهال كافلير صالون الحمراء المستخدمة في تفجير أوما والتي حوت القنبلة. هذه الصورة التقطت قبل التفجير بوقت قصير، حيث عثر على الكاميرا لاحقا بين حطام التفجير.

تفجير أوماه (بالإنجليزية :Omagh bombing.) كان تفجير منظم بسيارة مفخخة تبناه الجيش الجمهوري الآيرلندي الحقيقي RIRA، وهي جماعة منشقة عن منظمة الجيش الجمهوري الآيرلندي، يعارض أعضائها اتفاق بلفست. وقع التفجير في السبت 15 أغسطس 1998 في مدينة أوما عاصمة مقاطعة تيرون في آيرلندا الشمالية.
أسفر تفجير السيارة المفخخة وسط المدنيين عن مقتل 29 شخصا وجرح 220 آخرين، اعتبر الهجوم أسوأ هجوم إرهابي في المنطقة، كما وصفت هيئة الإذاعة البريطانية (البي بي سي) الهجوم بأنه «أسوأ هجوم إرهابي فردي وحشي في آيرلندا الشمالية».
كما وصفه رئيس الوزراء البريطاني وقتها العمالي توني بلير بأنه «تصرف وحشي شرير». قادة الشين فين جيري آدامز ومارتين ماكينغزي أدانوا الهجوم ومنظمة الجيش الجمهوري الآيرلندي الحقيقي نفسها.